# Bijawar

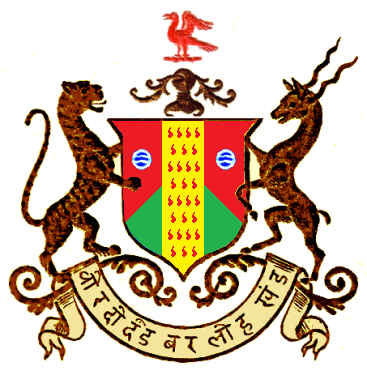
Escut de Bijawar

Bijawar fou un estat tributari protegit de l'Índia a l'agència del Bundelkhand, a l'Índia central amb una superfície i població (1881) de 2520 km² i 113.285 habitants repartits en 298 pobles. El 1891 eren 123.414 i el 1901 eren 110.500 repartits en 343 pobles. Estava format per tres parganes contigües i una aïllada (Karaia). Els rius principals eren el Dhasan, amb el seu afluent el Bila, i el Ken, amb els afluents Bairma i Sunar. Administrativament estava dividit en quatre tahsils: Bijawar, Gulganj, Ragauli i Karaia sota un tahsildar cadascun 
El govern està en mans d'un maharajà bundela rajput amb dret d'adopció (1862) i salutació hereditària d'onze canonades concedida pels serveis durant el motí de 1857. No pagava tribut però manté un contingent de 100 cavallers i 800 infants. La capital era Bijawar (5220 habitants el 1901), fundada pel rajà gond Vijai Singh.
El territori pertanyia als reis gonds de Garha Mandla i fou conquerit pel bundela raja Chhatar Sal, fundador de l'estat de Panna. En la partició dels seus territoris entre els seus fills Bijawar fou concedit al seu fill Jagat Rai com a part de Jaitpur. Després Jagat Rai i el seu parent Guman Singh d'Ajaigarh, la van concedir Bijawar al fill il·legítim del primer i nebot del segon, Bir Singh Deo, el 1765. Aquest va estendre el seu domini, però va morir en lluita contra Ali Bahadur i Himat Bahadur de Banda (Índia) el 1793 i el segon va usurpar el tron fins al 1802 quan el va restaurar a Keshri Singh, fill de Bir Singh, el qual va declarar la seva lleialtat als britànics i va morir el 1810 i el va succeir el seu fill Ratan Singh, feudatari de Chhatarpur i Charkhari per alguns territoris, que fou reconegut pels britànics com a posseïdor per sanad de 1811 arranjant la disputa ambs aquells estats. Pels seus serveis al motí de 1857 Pratap Singh va obtenir salutació hereditària d'11 canonades (1858), dret d'adopció (1862), títol de maharajà (1866) i nom honòrific de Sawai (1877). L'estat fou intervengut pels britànics el 1897 per la mala administració interna del maharajà Pratap Singh. No tenia fill i va adoptar al segon fill del maharajà d'Orchha (1898) que el va succeir quan va morir el 1899. Els thakurs de Lakhangaon i altres, descendents de Bir Singh, van reclamar però foren forçats a reconèixer al nou sobirà.
Fin el 1897 corrien monedes locals la principal el katan shahi; el 1897 es va posar en curs la rúpia de l'Índia Britànica. L'exèrcit nacional era de 132 homes; el 1897 es va crear la policia amb 92 regulars i 268 policies rurals.
L'estat disposava de bandera i escut però la primera no ha estat publicada i només l'escut és conegut.

## Llista de rages
- Bir Singh Deo 1765-1793
- Himat Bahadur 1793-1802
- Keshri Singh 1802-1810
- Ratan Singh 1810-1833
- Lakshman Singh (nebot, fill de Kunwar Khet Singh, germà de Ratan Singh) 1833-1847
- Maharaja Sawai Bhan Pratap Singh Bahadur (fill) 1847-1899 (maharajà hereditari 1866)
  - Administració britànica 1897-1899
- Maharaja Sawant Singh Bharat Dharmendra Maharaja Sawai Sir Sawant Singh Bahadur (fill adoptat, segon fill de Pratap Singh Ju Deo d'Orchha) 1899-1940 (+ 30 d'octubre de 1940).
- Maharaja Sawai Govind Singh 1940-1948 (parent llunyà +1983)